# 施潘根贝格
施潘根贝尔格是德国黑森州的一个市镇。总面积97.70平方公里，总人口6197人，其中男性3122人，女性3075人（2011年12月31日），人口密度63人/平方公里。